# Pope County (Minnesota)
 For alternative betydninger, se Pope County. (Se også artikler, som begynder med Pope County)
Pope County er et amt i den amerikanske delstat Minnesota. Amtet ligger i den centrale del af delstaten og grænser op til Douglas County i nord, Stearns County i øst, Kandiyohi County i sydøst, Swift County i syd, Stevens County i vest og mod Grant County i nordvest.
Pope Countys totale areal er 1.858 km² hvoraf 122 km² er vand. I 2000 havde amtet 11.236 indbyggere og administrationen ligger i byen Glenwood som også er amtets største by.
Amtet blev grundlagt 1862 og har fået sit navn efter general John Pope som deltog i den amerikanske borgerkrig.
45°35′24″N 95°27′0″V / 45.59000°N 95.45000°V